# Ivan Mosjoukine
Iván Ilich Mozzhujin (en ruso: Иван Ильич Мозжухин, 26 de septiembre de 1889 – 18 de enero de 1939), usualmente conocido por la transliteración francesa Ivan Mosjoukine, fue un actor cinematográfico ruso, activo en la época del cine mudo.

## Etapa rusa

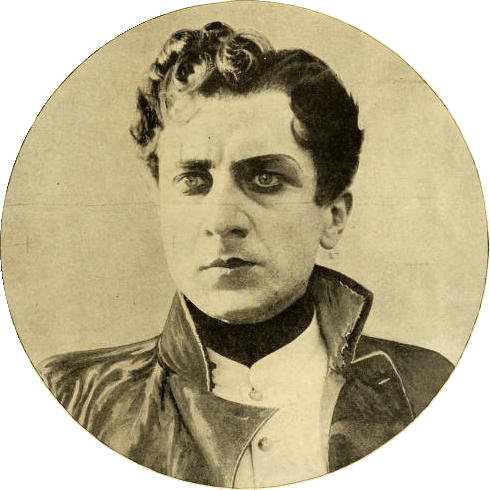
Iván Mozzhujin en 1917

Nacido en Penza, Rusia, en el seno de una familia perteneciente a la pequeña nobleza,  Mozzhujin estudió derecho en la Universidad de Moscú. En 1910, dejó la vida académica para sumarse a una compañía teatral itinerante de Kiev, con la cual viajó durante un año, ganando experiencia y una reputación por su dinámica presencia en el escenario. Tras su vuelta a Moscú lanzó su carrera en el cine en 1911 con la adaptación a la pantalla de la obra de León Tolstói La sonata a Kreutzer (Kréitzerova sonata). También trabajó en Dómik v Kolomne (1913, a partir de La casita en Kolomna de Pushkin), el drama dirigido por Piotr Chardynin Ty pómnish li? (1914, junto a la popular bailarina rusa Vera Karalli), Nikolái Stavroguin (1915, a partir de la novela de Dostoyevski Los endemoniados), Píkovaya dama (1916, a partir de La dama de picas de Pushkin), y otras adaptaciones de clásicos rusos.

## El Efecto Kuleshov
La contribución más duradera de Mozzhujin al concepto teórico del cine como imagen es el legado de su propia cara en una representación de reacciones ilusorias vistas en el montaje psicológico de Lev Kuleshov conocido como el Efecto Kuleshov. En 1918, tras la Revolución rusa, Kuleshov montó su ilustración de la aplicación de los principios del montaje con material de uno de los filmes de Mozzhujin de la época zarista que había dejado atrás, cuando el actor viajó en 1917 buscando la relativa seguridad de Crimea.

## Etapa francesa
A finales de 1919, Mozzhujin llegó a París, y rápidamente se convirtió en una de las principales estrellas del cine francés, protagonizando un film de éxito tras otro. Atractivo, alto, y con una poderosa presencia en la pantalla, se ganó al público encarnando a personajes exóticos, misteriosos y románticos.
El primer film de su carrera francesa fue también su último film ruso. L'Angoissante Aventure fue una dramatización del difícil y peligroso viaje de los cineastas rusos desde Crimea a través del caos del Imperio otomano tras la Primera Guerra Mundial. El grupo estaba encabezado por el renombrado director Yákov Protazánov, e incluía a Nathalie Lissenko, con la cual se casaría, aunque se divorciaría más adelante. El destino final de los mencionados artistas era París, que pasó a ser la nueva capital para la mayor parte de los antiguos aristócratas exiliados, así como para otros refugiados que huían de la guerra civil y del terror bolchevique. La película mencionada se completó y estrenó en París en noviembre de 1920.

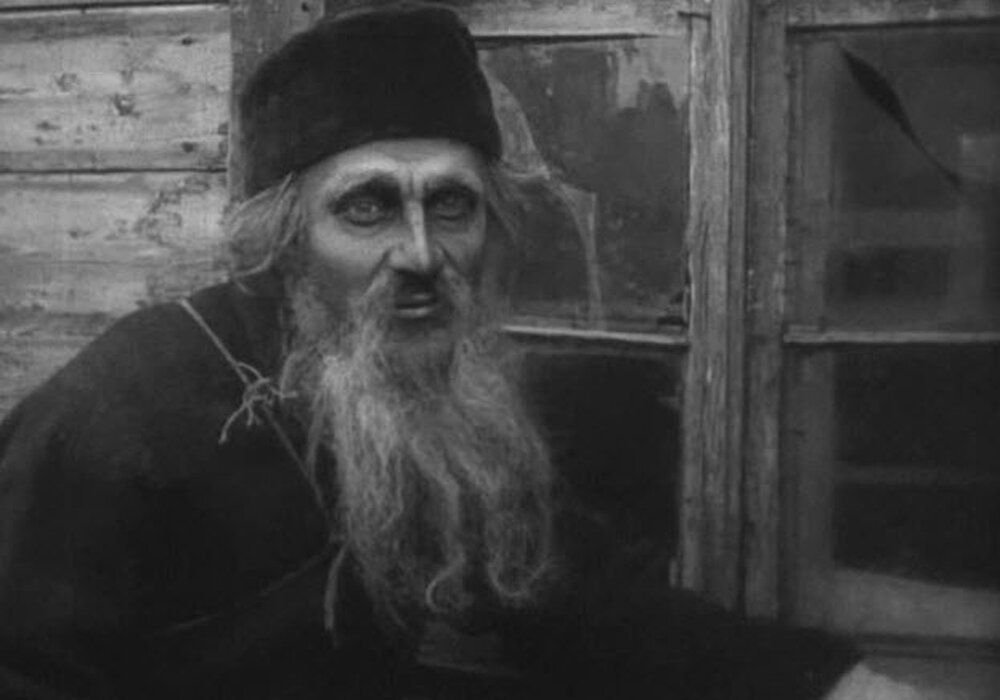
Iván Mozzhujin en Otiéts Sérguiy, película basada en la novela corta de León Tolstói El padre Sergio. (1917)

Instalado en Montreuil, cerca de París, en los antiguos locales de Georges Méliès, el estudio de Iósif Ermóliev, llamado « l'Albatros», tenía a Mozzhujin como figura principal.  Mozzhujin consolidó su condición como estrella del cine, y en los años 1920 su rostro apareció en las portadas de las revistas cinematográficas de toda Europa. Además de actuar, escribía el guion de buena parte de las producciones que protagonizaba, y dirigió dos de ellas, L'Enfant du carnaval (1921) y Le Brasier ardent (1923). En ambas películas la primera actriz fue su esposa, Nathalie Lissenko. Brasier, en particular, fue muy aplaudida por sus conceptos innovadores, pero finalmente demostró ser demasiado surreal y extraña para llegar a ser un éxito financiero.
En los siguientes años interpretó una serie de grandes papeles que lo convirtieron en la estrella incontestable del cine mudo francés: Kean, el comediante (1924), de Alexandre Volkoff, Les Ombres qui passent (1924), también de Alexandre Volkoff, Le Lion des Mogols (de Jean Epstein), y Feu Mathias Pascal (de Marcel L'Herbier, actuando junto a Michel Simon).
Tras esos filmes, dejó Albatros para rodar grandes producciones de Société des Cinéromans, entre ellas Michel Strogoff (1926, de Tourjansky) y Casanova (1927, de Alexandre Volkoff). Se había mencionado que iba a ser el Napoleón de su amigo Abel Gance, pero el papel finalmente fue a manos de Albert Dieudonné.
Figura parisina de los felices años veinte, vivía en el Hotel Napoléon y frecuentaba el barrio de Montparnasse, yendo a La Coupole o a La Closerie des Lilas, aunque también acudía Chez Schéhérazade, el cabaret ruso. En París conoció a Alice Prin, con la cual mantuvo un idilio. Apodado el Rodolfo Valentino ruso, además de por su carrera en el cine fue conocido por sus numerosas conquistas femeninas.

## Últimos años
En la primavera de 1926 Mozzhujin firmó un contrato con Universal Pictures y viajó a Hollywood. En los Estados Unidos, bajo la presión de los productores, debió acortar su nombre en "John Moskin" y someterse a una infeliz operación de cirugía estética que modificó su poder expresivo. Solamente rodó un film en Estados Unidos, Surrender, que fue un fracaso, tras lo cual volvió a Europa.
Entre 1928 y 1930 trabajó en Alemania, destacando su papel de Hadjí Murat en Der weiße Teufel (1930), bajo la dirección de Alexandre Volkoff. A su vuelta a París, la llegada del cine sonoro provocó el fin de su carrera de actor, a causa de su pronunciado acento ruso. Su único papel sonoro de éxito fue el que interpretó en Sergent X, de Vladímir Strizhevski.
Tras una última pequeña interpretación en 1936, falleció en la miseria y la soledad a causa de una tuberculosis en la Clínica Saint-Pierre de Neuilly-sur-Seine. Fue enterrado en el Cementerio Ruso de Notre-Dame-de-l'Assomption de Sainte-Geneviève-des-Bois.

## Filmografía
| - 1911: Oborona Sevastópolya, de Aleksandr Janzhónkov y Vasili Goncharov - 1911: Zhizn za tzariá, de Vasili Goncharov - 1911: Kréitzerova sonata, de Piotr Chardynin - 1911: Na bóykom meste, de Piotr Chardynin - 1911: Kúbok zhizni i smerti, de Kai Hansen - 1911: L’arrivée du printemps, de Piotr Chardynin - 1912: Bratia razbóyniki, de Vasili Gontcharov - 1912: Bratia, de Piotr Chardynin - 1912: Krestiánskaya dolia, de Vassili Goncharov - 1912: Stráshnaya mest, de Ladislas Starewitch - 1912: Rabóchaya slobodka, de Piotr Chardynin - 1912: Voiná i mir, de Piotr Chardynin - 1912: Snojach, de Alexandre Ivanov-Gaï - 1912: Strasnie pokojnik, de Borís Youriev - 1912: Drama natchidnie, de Pyotr Chardynin - 1912: Mirele efros, de Alexandre Ivanov-Gaï - 1912: Zhivói trup, de Piotr Chardynin - 1912: Dourman, de Piotr Chardynin - 1913: Votsarénie doma Románovyj, de Piotr Chardynin y Vasili Goncharov - 1913: Pianstvo i yevó poslédstvia, de A. Dvoretski - 1913: Dómik v Kolomne, de Piotr Chardynin - 1913: Notch pered rojdestvom, de Ladislas Starewitch - 1913: Diádiushkina kvartira, Pyotr Chardynin - 1913: Gore Sarri, de Alexandre Arkatov - 1913: Obryv, de Pyotr Chardynin - 1913: Khaz-Boulat, de Vasili Goncharov - 1913: Podnelnykh banknot, de Pyotr Chardynin - 1913: Zlaya noch, de Evgueni Bauer - 1913: Vot mchitsia troyka, de Evgueni Bauer - 1914: Slava nam, smert vragam, de Evgueni Bauer - 1914: Mazeppa, de Pyotr Chardynin - 1914 Sorvanéts, de Pyotr Chardynin - 1914 Jizn v smerti, de Evgueni Bauer - 1914 Jrizantemy, de Pyotr Chardynin - 1914 Zhénschina závtrashnevo dniá, de Pyotr Chardynin - 1914 Ty pómnish li?, de Pyotr Chardynin - 1914 V rukaj bespochtchanovo roka, de Pyotr Chardynin - 1914 Révnost, de Pyotr Chardynin - 1914 Skazka o spiáshchei tsarevne i semí bogatyriaj, de Evgueni Bauer - 1914: Eïo geroïtchesky podvig, de Evgueni Bauer - 1914: Taïna germanskovo posolstva, de Evgueni Bauer - 1914: Ruslán i Lyudmilla, de Ladislas Starewitch - 1914: V pólnoch na kládbische, de Evgueni Bauer y Vasili Goncharov - 1914: Taïnstvenni nekto, de Pyotr Chardynin - 1914: Ditiá bolshovo góroda, de Evgueni Bauer - 1915: Nicolaï Stavroguine, de Yákov Protazánov - 1915: Koumiry / Dotch Izraïlia, de Evgueni Bauer y Viktor Tourjansky - 1915: Petersbourgskie trouchtchoby, de Yákov Protazánov, Piotr Chardynin y Vladímir Gardin - 1915: Taïna Nijegorodskoï yarmarki, de Yákov Protazánov - 1915: Tchaïka, de Yakov Protazanov - 1915: Natacha Rostova, de Pyotr Chardynin - 1915: Potop, de Pyotr Chardynin - 1915: Sestra milosserdia, de Pyotr Chardynin - 1915: Vlast tmy, de Pyotr Chardynin - 1915: Sozdateli, de Cheslav Sabinsky - 1915: Vsiou jiszn pod maskoï, de Cezlaw Sabinski - 1915: Deti Vanioussina, de Yakov Protazanov - 1915: Smerti doma, de Yakov Protazanov - 1915: Komedia smerti, de Pyotr Chardynin - 1915: Para gnedykh, de Yakov Protazanov - 1915: Rojdenni polzat letat ne mojet, de Evgueni Bauer - 1915: Kloub nravstvennosti, de Evgueni Bauer | - 1915: Vozrojdennie, de Pyotr Chardynin - 1915: Moi et ma conscience, de Yakov Protazanov - 1915: Ne pas aborder la question, de Yakov Protazanov - 1915: Ce matin là, de Cheslav Sabinski - 1916: Píkovaya dama (La dama de picas), de Yákov Protazánov - 1916: Grekh, de Yakov Protazanov y Gueorgui Azagarov + guion - 1916: Pliaska smerti, de Alexandre Volkoff + guion - 1916: Nichtchaïa, de Yakov Protazanov - 1916: Jenchtchina s kinjalom, de Yakov Protazanov - 1916: Koulissy ekrana, de Gueorgui Azagarov y Alexandre Volkoff + guion - 1916: Ougolok, de Cheslav Sabinsky - 1916: Lioubov silna ne strastiou potselouïa, de Cheslav Sabinsky - 1916: Vo vlasti grekha, de Yákov Protazánov - 1916: Ottsveli ouj davno krisantemy v sadou, de Alexandre Arkatov - 1916: A schtchastie bylo tak vosmojno, de Gueorgui Azagarov - 1916: Na vierchine slavy, de Alexandre Volkoff - 1916: Chkval, de Alexandre Volkoff y Yákov Protazánov - 1916: Nemoy straj, de Yákov Protazánov - 1916: Jizn - mig, iskustvo vechno, de Cheslav Sabinsky - 1916: V bouïnoï slepote strastieï, de Cheslav Sabinsky - 1916: Le jugement de Dieu, de Yákov Protazánov - 1916: Ne prend pas la femme de ton voisin, de Yákov Protazánov - 1916: И песнь осталась недопетой, de Yákov Protazánov - 1917: Otiéts Serguiy, de Yákov Protazánov - 1917: Satana likouyouchtchi, de Yákov Protazánov - 1917: Nie nado krovi, de Alexandre Volkoff y Yákov Protazánov - 1917: Andreï Kojoukhov, de Yákov Protazánov - 1917: Prokouror, de Yákov Protazánov + guion - 1917: Otietz i syn, de Ivan Perestiani - 1917: Proklatie millioni, de Yákov Protazánov - 1917: Torgorvyi dom Karski, de Cezlaw Sabinsky - 1918: Bogatyr duja, de Yákov Protazánov (El bogatyr del espíritu, Spirit of the Knight) - 1918: Taïna korolevy, de Yákov Protazánov - 1918: Tchiornaïa staïa, de Yákov Protazánov - 1919: Tchlen parlamenta, de Alexandre Volkoff - 1919: Morfi, de Yakov Protazanov - 1919: La nuit du onze septembre, de Yákov Protazánov + guion - 1919: L’angoissante aventure , de Yákov Protazánov + guion - 1920: Justice d’abord, de Yákov Protazánov + guion - 1921: Tempêtes, de Robert Boudrioz - 1921: L’enfant du carnaval , de Iván Mozzhujin + guion - 1923: Le Brasier ardent, de Iván Mozzhujin y Alexandre Volkoff + guion - 1923: La casa del misterio, de Alexandre Volkoff - 1924: Kean, el comediante, de Alexandre Volkoff + director de fotografía y guion - 1924: Les Ombres qui passent, de Alexandre Volkoff + guion - 1924: Le Lion des Mogols, de Jean Epstein + guion - 1925: Feu Mathias Pascal, de Marcel L’Herbier - 1926: Michel Strogoff, de Victor Tourjansky + guion - 1926: Casanova, de Alexandre Volkoff + guion - 1927: Surrender, de Edward Sloman - 1927: Der geheime Kurier, de Gennaro Righelli - 1928: Der präsident, de Gennaro Righelli - 1928: Der Adjutant des Zaren, de Vladímir Strizhevski - 1929: Manolescu, der könig der Hochstapler, de Victor Tourjansky - 1930: Der weiße Teufel, de Alexandre Volkoff - 1931: Le sergent X, de Vladímir Strizhevski - 1932: La mille et deuxième nuit , de Alexandre Volkoff - 1933: Casanova, de René Barberis - 1934: L’enfant du carnaval, de Alexandre Volkoff + guion - 1936: Nitchevo, de Jacques de Baroncelli |